# Juan Ignacio Basaguren
Juan Ignacio Basaguren García (ur. 21 lipca 1944 w mieście Meksyk) – meksykański piłkarz, reprezentant Meksyku, m.in. podczas Mistrzostw Świata w 1970.
W Mundialu w 1970 strzelił bramkę w zwycięskim meczu grupowym z reprezentacją Salwadoru, co pomogło w awansie do ćwierćfinału, w którym reprezentacja Meksyku przegrała z późniejszym finalistą reprezentacją Włoch 1:4.
W czasie kariery piłkarskiej występował w stołecznym klubie Atlante.